# Johannes Koekkoek (Maler)
Johannes Koekkoek (* 8. Dezember 1811 in Middelburg, Königreich der Niederlande; † 28. April 1831 in Breda, Königreich der Niederlande) war ein niederländischer Landschafts- und Marinemaler „ruhiger und aufgewühlter Gewässer“ sowie Lithograf.

## Leben
Johannes stammte aus der holländischen Malerfamilie Koekkoek, die der niederländischen Malerei der Romantik nachhaltige Impulse gab. Er war der dritte Sohn von Johannes Hermanus Koekkoek und Anna van Koolwijk. Seine Brüder waren Barend Cornelis, Marinus Adrianus und Hermanus Koekkoek der Ältere, seine Schwester war Anna Koekkoek (* 1812). 
Im Atelier des Vaters erhielten Johannes Koekkoek und seine Brüder den ersten Malunterricht. Von 1826 bis zu seinem Tod 1831 war er als Maler tätig. 1830 arbeitete er in Amsterdam. Er verstarb im Alter von 19 Jahren in Breda.

## Werke (Auswahl)
- Zeilboten op kalm binnenwater, 1829[3]
- Haus am Fluss in der Dämmerung, signiert mit Johan Koekkoek.junior[4]
- Winterlicher Morgen[5]
- Angeln in einer Flussmündung, 1928[6]
- Segelboote vor der Küste[7]
- Seesturm[8]

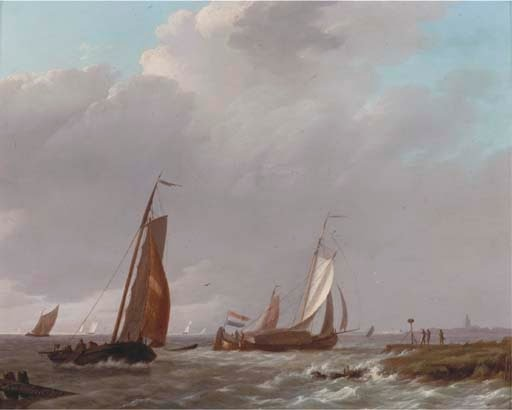
Schiffe in stetem Wind, signiert mit J.Koekkoek.JHz
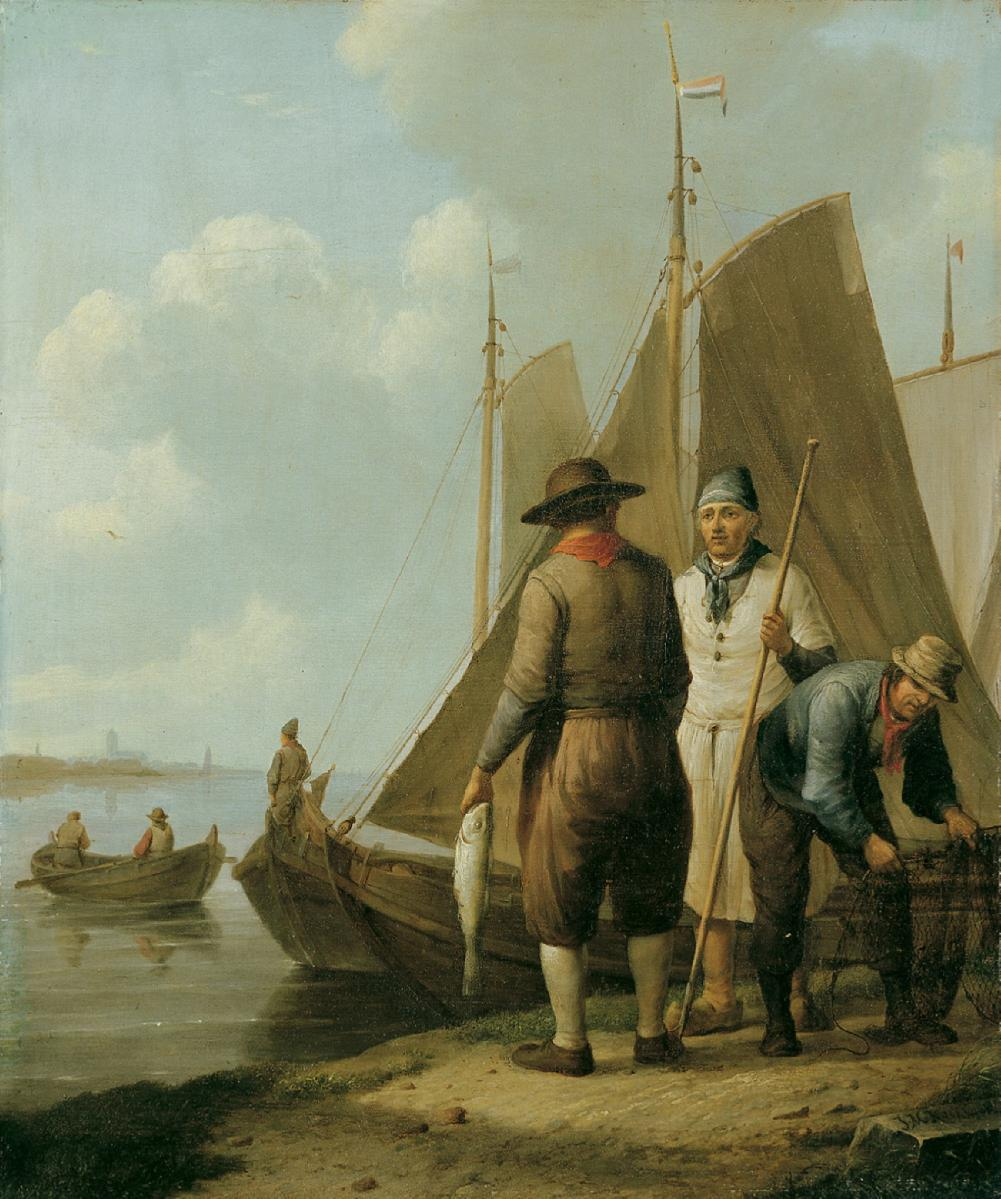
Entladen des Fangs, signiert mit J. M. Koekkoek.